# Charles-Hubert Jeantet
Charles-Hubert Jeantet MEP (* 4. Mai 1792 in Saint-Claude, Département Jura; † 24. Juli 1866) war ein französischer römisch-katholischer Ordensgeistlicher und Apostolischer Vikar von West-Tonking.

## Leben
Charles-Hubert Jeantet trat der Ordensgemeinschaft der Pariser Mission bei und empfing am 19. Dezember 1818 das Sakrament der Priesterweihe.
Am 27. März 1846 ernannte ihn Papst Gregor XVI. zum Titularbischof von Pentacomia und zum Koadjutorvikar von West-Tonking. Der Apostolische Vikar von West-Tonking, Pierre-André Retord MEP, spendete ihm am 31. Januar 1847 die Bischofsweihe; Mitkonsekrator war der Apostolische Vikar von Süd-Tonking, Jean-Denis Gauthier MEP.
Charles-Hubert Jeantet wurde am 22. Oktober 1858 in Nachfolge des verstorbenen Pierre-André Retord MEP Apostolischer Vikar von West-Tonking.